# Шкриняри
45°56′ пн. ш. 16°35′ сх. д. / 45.93° пн. ш. 16.58° сх. д.
Шкриняри (хорв. Škrinjari) — населений пункт у Хорватії, в Копривницько-Крижевецькій жупанії у складі громади Светі-Іван-Жабно.

## Населення
Населення за даними перепису 2011 року становило 212 осіб.
Динаміка чисельності населення поселення: